# Джульєс Аксельрод
Джульєс Аксельрод (англ. Julius Axelrod; 30 травня 1912 — 29 грудня 2004) — американський біохімік та фармаколог. Народився в Нью-Йорку, США. Лауреат Нобелівської премії з фізіології або медицини (1970, спільно з Бернардом Кацем і Ульфом фон Ейлером) за «відкриття, що стосуються гуморальних передавачів у нервових закінченнях і механізмів їхнього зберігання, виділення та інактивації». Помер у Роквіллі, Меріленд.

## Життєпис
Народився в Нью-Йорку (США). Закінчив Сіті-коледж в Нью-Йорку. У 1933 році отримав науковий ступінь бакалавра. Працював мікробіологом і хіміком на кафедрах Нью-Йоркського університету. У 1941 році отримав ступінь магістра. З 1946 року працював у науково-дослідному відділі Нью-Йоркського університету при госпіталі ім. Голдуотера, де проводив біохімічні дослідження. Через три роки продовжив роботу у Національному кардіологічному інституті у штаті Меріленд. У 1955 році Аксельрод отримав докторський ступінь і очолив відділ фармакології однієї з лабораторій Національного інституту здоров'я.

## Наукова діяльність
До того часу вже були відкриті речовини, що грають роль медіаторів — адреналін, норадреналін, дофамін, ацетилхолін, серотонін. Але властивості цих речовин ще не були добре вивчені. Дуже мало було відомо про метаболізм адреналіну і норадреналіну. Вивченням нейромедіаторів займався Дж. Аксельрод після приходу до НІЗ. Йому вдалося виділити два найважливіших ферменти, що відповідають за розклад вищевказаних медіаторів. Всупереч уже сформованим уявленням, Аксельрод показав, що кінцевим етапом передачі нервового імпульсу з допомогою катехоламінів служить їх зворотна реабсорбція в пресинаптичних волокнах.
Їм і його співробітниками було доведено квантове виділення норадреналіну із накопичувальних бульбашок. Роботи Дж. Аксельрода уточнили механізм дії психотропних речовин, які використовуються для лікування шизофренії, маніакальних і депресивних станів. Він виявив, що такі речовини як кокаїн і резерпін, беруть участь в обміні катехоламінів, змінюючи, зокрема, зміст медіатора у пухирцях та швидкість його виділення. Наприкінці 1960-х років Аксельрод вивчає вплив медіаторів на вироблення гормонів. Його роботи значно просунули дослідження причин психічних розладів.

## Нагороди і визнання
У 1970 році Аксельрод був нагороджений Нобелівською премією з фізіології або медицини (1970, спільно з Бернардом Кацем і Ульфом фон Ейлером за "відкриття, що стосуються гуморальних передавачів у нервових закінченнях і механізмів їхнього зберігання, виділення та інактивації". Також він нагороджений Міжнародною премією Гарднерівського фонду, премією Університету Джорджа Вашингтона, удостоєний медалі Клода Бернара Монреальського університету, нагороджений премією Альберта Ейнштейна Йешива Університету, премією Торальда Соллмена Американського товариства фармакології та експериментальної терапії, премією Пола Хоча Американської асоціації психопатологів. Аксельрод — член Лондонського королівського товариства та Американської академії наук і мистецтв.

## Інформація в спеціалізованих виданнях
- U.S. National Library of Medicine. «Profiles in Science: The Julius Axelrod Papers.»
- Snyder, Solomon H (2007), Julius Axelrod., Proceedings of the American Philosophical Society (опубліковано 2007 Mar), т. 151, № 1, с. 81—90, PMID 18175546
- Insel, Thomas R. (2006), Special issue in honor of Julius Axelrod., Cell. Mol. Neurobiol., т. 26, № 4-6, с. 4 p preceding 343, 343—1055, doi:10.1007/s10571-006-9074-4, PMID 16758321
- Julius Axelrod (1912-2004)., Indian journal of physiology and pharmacology (опубліковано 2005 Apr), 49 (2), Apr 2005: 251—2, ISSN 0019-5499, PMID 16247945
- Coyle, J T (2005), Julius Axelrod (1912-2004)., Mol. Psychiatry (опубліковано 2005 Mar), т. 10, № 3, с. 225—6, doi:10.1038/sj.mp.4001650, PMID 15738927
- Snyder, Solomon H (2005), Obituary: Julius Axelrod (1912-2004)., Nature (опубліковано 2005 Feb 10), т. 433, № 7026, с. 593, doi:10.1038/433593a, PMID 15703735
- Pincock, Stephen (2005), Julius Axelrod., Lancet, т. 365, № 9457, с. 380, doi:10.1016/S0140-6736(05)17814-3, PMID 15688459
- Raju, T N (1999), The Nobel chronicles. 1970: Bernard Katz (b 1911), Ulf Svante von Euler (1905-1983), and Julius Axelrod (b 1912)., Lancet (опубліковано 1999 Sep 4), т. 354, № 9181, с. 873, PMID 10485764
- Shafrir, E (1994), Julius Axelrod, Bernard Katz and Ulf von Euler--Nobel Prize winners for the discovery of mechanisms of nerve signal transmission., Isr. J. Med. Sci. (опубліковано 1994 Nov), т. 30, № 11, с. 869, PMID 7982784
- Shampo, M A; Kyle, R A (1994), Julius Axelrod--American biochemist and Nobel Prize winner., Mayo Clin. Proc. (опубліковано 1994 Feb), т. 69, № 2, с. 136, PMID 8309264
- Iversen, L (1992), Remembrance: Leslie L. Iversen, Merck Sharp & Dohme Research Laboratories, Neuroscience Research Centre, Harlow, England. "The Axelrod Lab, 1964-1965"., Endocrinology (опубліковано 1992 Jul), т. 131, № 1, с. 4, doi:10.1210/en.131.1.4, PMID 1612020
- Special issue: Tribute to Julius Axelrod on the occasion of his 75th birthday., Cell. Mol. Neurobiol. (опубліковано 1988 Mar), т. 8, № 1, 1988, с. 1—138, PMID 3042140
- Neurophysiologists honored (Ulf von Euler, Julius Axelrod, Bernard Katz)., Nature (опубліковано 1970 Oct 24), т. 228, № 5269, 1970, с. 304, PMID 4319740
- Udenfriend, S (1970), Nobel prize: 3 share 1970 award for medical research. 1. Von Euler and Axelrod., Science (опубліковано 1970 Oct 23), т. 170, № 956, с. 422—3, PMID 4394111